# Android Ice Cream Sandwich
Android "Ice Cream Sandwich" és el nom en clau per al sistema operatiu mòbil Android desenvolupat per Google, que ja no és compatible. Presentada el 19 d'octubre de 2011, Android 4.0 es basa en els canvis significatius realitzats per l'alliberament únic per a tauletes Android Honeycomb, en un esforç per crear una plataforma unificada per als dos telèfons intel·ligents i tauletes, tot simplificant i modernitzant l'experiència general d'Android al voltant d'un nou conjunt de directrius d'interfície humana. Com a part d'aquests esforços, Android 4.0 va introduir una nova aparença visual amb un nom en clau anomenat "Holo", que es basa en un disseny més net, minimalista i un nou valor predeterminat de tipografia anomenada Roboto.
El llançament de Ice Cream Sandwich també va introduir una sèrie d'altres funcions noves, inclosa una pantalla d'inici renovada, suport per a comunicació de camp proper (NFC) i la capacitat de posar una "biga" de contingut a un altre usuari que utilitza la tecnologia, un navegador web actualitzat, un nou gestor de contactes amb la integració a les xarxes socials, la capacitat d'accedir a la càmera i controlar la reproducció de música des de la pantalla de bloqueig, suport per a correu de veu visual, reconeixement facial per desbloquejar un dispositiu ("Desbloqueig facial"), la capacitat de controlar i limitar l'ús de dades mòbils, i altres millores internes.
Android 4.0 va rebre crítiques positives per part dels crítics, qui va elogiar el netejador, aparició renovada del sistema operatiu en comparació amb versions anteriors, juntament amb el seu millor rendiment i funcionalitat. No obstant això, els crítics encara sentien que algunes aplicacions pre-instal·lades d'Android 4.0's encara mancaven de qualitat i funcionalitat en comparació amb equivalents de tercers, i va considerar algunes de les noves característiques del sistema operatiu, en particular la característica "Desbloqueig facial", com ser un truc.
A data de 23 de juliol de 2018, les estadístiques emeses per Google indiquen que el 0,3% de tots els dispositius Android que accedeixen la Google Play executen Ice Cream Sandwich.

## Desenvolupament

Versions d'Android fins al 2014

Després de l'únic llançament per a tauletes "Honeycomb", es va anunciar a la Google I/O 2011 que la propera versió d'Android, amb nom en clau "Ice Cream Sandwich" (ICS), es posaria èmfasi en proporcionar una experiència d'usuari unificada entre ambdós telèfons intel·ligents i tauletes. El juny de 2011, els detalls també van començar a circular entorn d'un nou telèfon Nexus per Samsung per acompanyar ICS, que exclouria notablement les claus de navegació del maquinari. El blog d'Android RootzWiki va publicar fotos a l'agost de 2011 mostrant un Nexus S executant una compilació de ICS, que representa un nou menú d'aplicacions que s'assembla a Honeycomb i una nova interfície amb accent de color blau. Un esdeveniment oficial de llançament per a Android 4.0 i el nou telèfon Nexus es va programar originalment per a l'11 d'octubre de 2011 a la fira comercial CTIA a San Diego. No obstant això, per respecte a la mort del cofundador d'Apple Steve Jobs, Google i Samsung van ajornar l'esdeveniment fins al 19 d'octubre de 2011, a Hong Kong. Android 4.0 i el seu dispositiu de llançament, el Galaxy Nexus, es van donar a conèixer oficialment el 19 d'octubre de 2011. Andy Rubin va explicar que 4.0 estava destinat a proporcionar una experiència d'usuari "atractiva i intuïtiva" tant a través de telèfons intel·ligents com de tauletes.
Matias Duarte, vicepresident de disseny de Google, va explicar que el desenvolupament de Ice Cream Sandwich es va basar en la qüestió "Quin és l'ànima de la nova màquina?"; els estudis d'usuaris van concloure que la interfície d'Android existent era massa complicada i, per tant, no podien ser usuaris "habituals" pels seus dispositius. L'aspecte visual general d'Android va ser simplificat per Ice Cream Sandwich, basant-se en els canvis realitzats en Android 3.0 per a tauletes, el seu primer projecte a Google; Duarte va admetre que el seu equip havia retallat el suport per a pantalles més petites a Honeycomb per prioritzar el suport suficient de les tauletes, com ell volia als OEMs d'Android "deixeu de fer coses tontes com agafar una interfície d'usuari de telèfon i estirar-la a una tauleta de 10 polzades." A jutjar als principals competidors d'Android, Duarte va pensar que la interfície de iOS era també esqueuforme i kitschy, Windows Phone amb el llenguatge de disseny Metro semblava massa a "senyalització de lavabo a l'aeroport", i que ambdós sistemes operatius es van esforçar massa per fer complir la conformitat, "[sense] deixant espai per expressar el contingut." Per Ice Cream Sandwich, el seu equip tenia com a objectiu oferir pautes de disseny d'interfícies que evocaven un aspecte modern, tot i que permet flexibilitat per als desenvolupadors d'aplicacions. Va caracteritzar l'aspecte revisat de Ice Cream Sandwich com a "tonificava el quocient geeky nerd" en comparació amb Honeycomb, que va portar una aparença més futurista que va ser comparada per la crítica a l'estètica de Tron.
El gener de 2012, després del llançament oficial de Ice Cream Sandwich, Duarte i Google van llançar un portal de Disseny d'Android, que presenta les directrius d'interfície humana, millors pràctiques, i altres recursos per als desenvolupadors que creen aplicacions per a Android dissenyades per Ice Cream Sandwich.

## Llançament
El Galaxy Nexus va ser el primer dispositiu Android que es va enviar amb Android 4.0. Android 4.0.3 va ser llançat el 16 de desembre de 2011, proporcionant correccions d'errors, una nova API de flux social i altres millores internes. El mateix dia, Google va començar un desplegament de Ice Cream Sandwich al predecessor del Galaxy Nexus, el Nexus S. No obstant això, el 20 de desembre de 2011, el llançament del Nexus S es va "pausar" per tal que l'empresa pogués "monitorejar els comentaris" relacionats amb l'actualització.
El 29 de març de 2012 es va llançar Android 4.0.4, prometent millores de rendiment a la càmera i la rotació de la pantalla i altres correccions d'errors.

## Característiques

### Disseny visual
La interfície d'usuari d'Android 4.0 representa una evolució del disseny introduït per Honeycomb, tot i que l'estètica futurista de Honeycomb s'ha reduït a favor d'una sensació més plana i més neta amb accents blaus de neó, vores durs i gotes d'ombres per a la profunditat. Ice Cream Sandwich també introdueix una nova font predeterminada del sistema, Roboto; dissenyat internament per reemplaçar la família de fonts de droides, Roboto està principalment optimitzat per utilitzar-lo en pantalles mòbils d'alta resolució. La nova aparició visual de Ice Cream Sandwich és implementada pel kit d'eines de ginys conegut com a "Holo"; per assegurar l'accés a l'estil Holo en tots els dispositius, fins i tot si utilitzen una interfície personalitzada en altres llocs, tots els dispositius Android certificats per enviar amb Google Play (anteriorment Android Market) ha de proporcionar la capacitat perquè les aplicacions utilitzin el tema Holo no modificat.
Igual que amb Honeycomb, els dispositius poden representar botons de navegació — "Enrrere", "Inici", i "Aplicacions recents" — en una "barra de sistema" a la part inferior de la pantalla, eliminant la necessitat d'equivalències físiques. El botó "Menú" que estava present en generacions anteriors de dispositius Android està obsolet, a favor de presentar botons per a accions dins de les aplicacions a les "barres d'acció", i elements del menú que no encaixen a la barra de menús "desbordament d'accions", designat per tres punts verticals. Els botons "Cerca" del maquinari també estan obsolets, a favor dels botons de cerca dins de les barres d'acció. En els dispositius sense tecla de "Menú", es mostra una tecla "Menú" temporal a la pantalla mentre s'executen aplicacions que no estan codificades per suportar el nou esquema de navegació. En els dispositius que utilitzen la tecla "Menú" del maquinari, els botons de desbordament d'accions estan ocults a les aplicacions i es mapegen a la tecla "Menú".

### Experiència d'usuari
La pantalla d'inici predeterminada de Ice Cream Sandwich mostra una barra de cerca persistent de Google a la part superior de la pantalla, i un moll a la part inferior que conté el botó del calaix d'aplicacions al centre, i quatre capses per a les dreceres d'aplicacions al costat. Es poden crear carpetes d'aplicacions arrossegant una aplicació i fent-la passar per una altra. El calaix d'aplicacions es divideix en dues pestanyes; una per a aplicacions i la darrera per a ginys que es col·locaran a les pàgines de la pantalla d'inici. Els mateixos widgets poden ser redimensionables i contenir contingut en desplaçament. Android 4.0 conté un major ús de gestos de desplaçament; les aplicacions i les notificacions ara es poden eliminar del menú d'aplicacions recents i rebutjar-les de l'àrea de notificacions lliscant-les, i una sèrie d'existències i aplicacions de Google utilitzen ara una nova forma de pestanyes, en què els usuaris poden navegar entre diferents panells, ja sigui tocant el seu nom en una tira o passant per l'esquerra i la dreta.
L'aplicació del telèfon s'ha actualitzat amb un disseny Holo, la capacitat d'enviar respostes de missatges de text preconfigurades en resposta a les trucades entrants, i la integració de correus de veu dins de la visualització del registre de trucades. L'aplicació del navegador web incorpora versions actualitzades de WebKit i V8, admet la sincronització amb Google Chrome, té un mode de substitució per carregar una versió orientada a l'ordinador d'un lloc web en comptes d'una versió orientada al mòbil, així com la navegació fora de línia. La secció de "Contactes" de l'aplicació del telèfon s'ha dividit en una nova aplicació "Contactes", que ofereix integració amb xarxes socials com ara Google+ per mostrar publicacions recents i sincronitzar contactes, i un perfil "Jo" per a l'usuari del dispositiu. L'aplicació de la càmera es va redissenyar, amb una reducció del retard de l'obturador, la detecció de rostres, un nou mode panorama, i la possibilitat de fer fotos de vídeos gravats en mode de càmera de vídeo. L'aplicació de galeria de fotos conté ara eines bàsiques d'edició de fotos. La pantalla de bloqueig ara és compatible amb "Desbloqueig facial", inclou una drecera per iniciar l'aplicació de la càmera, i pot contenir controls de reproducció per als reproductors de música. El teclat incorpora algoritmes millorats d'autocompletar, i les millores en l'entrada de veu permeten un dictat continu. La capacitat de prendre captures de pantalla mantenint premuts els botons de tecla de bloqueig i el botó "Baixar volum" junts.
En dispositius que donen suport a la Comunicació de camp proper (NFC), "Android Beam" permet als usuaris compartir enllaços al contingut d'aplicacions compatibles, mantenint la part posterior del seu dispositiu a la part posterior d'un altre dispositiu Android equipat amb NFC, i tocant la pantalla quan se us demani. Certes aplicacions del "Sistema" (especialment aquelles pre-carregades pels operadors) que no es poden desinstal·lar ara es pot desactivar. Això oculta l'aplicació i impedeix llançar-la, però l'aplicació no s'elimina de l'emmagatzematge. Android 4.0 ha introduït funcions per gestionar l'ús de dades a través de xarxes mòbils; els usuaris poden mostrar la quantitat total de dades que han utilitzat durant un període i mostrar l'ús de les dades per aplicació. L'ús de dades en segon pla es pot desactivar de forma global o per aplicació, i es pot establir un límit per desactivar automàticament les dades si l'ús arriba a una certa quota calculada pel dispositiu.

### Plataforma
Android 4.0 hereta addicions de la plataforma de Honeycomb, i també afegeix suport per a sensors de temperatura i humitat ambientals, Perfil del dispositiu sanitari Bluetooth, Comunicació de camp proper (NFC), i Wi-Fi Direct. El sistema operatiu també proporciona suport millorat per entrades d'estilets i ratolins, juntament amb una nova accessibilitat, calendari, clauer, corrector ortogràfic, xarxes socials, i APIs de xarxes privades virtuals. Per al suport multimèdia, Android 4.0 també afegeix suport per a ADTS AAC, Matroska contenidors per Ogg Vorbis i VP8, WebP, retransmissió de VP8, OpenMAX AL, i HTTP Live Streaming 3.0.

## Recepció
Android 4.0 es va alliberar amb una recepció positiva: Ars Technica va elogiar la interfície d'usuari de Holo per tenir un "sentit d'identitat i coherència visual que anteriorment faltaven" en comparació amb les versions anteriors d'Android, també creu que el nou estil d'interfície podria ajudar a millorar la qualitat de les aplicacions de tercers. Les aplicacions per a mòbils d'Android 4.0 també van ser elogiades per tenir una funcionalitat lleugerament millor en comparació amb les versions anteriors. S'han detectat altres funcions, com ara les millores en el text i l'entrada de veu, juntament amb els controls d'ús de dades (sobretot tenint en compte l'ús creixent de plans de dades mesurables), i les seves millores generals de rendiment en comparació amb Gingerbread. Tanmateix, la característica de Desbloqueig facial es va estendre per ser insegura, i tot i proporcionant una experiència millorada respecte a la versió anterior, algunes de les seves aplicacions d'estoc (com ara el seu client de correu electrònic) es van analitzar perquè encara era inferior a les alternatives de tercers.
Engadget també va reconèixer la maduració de la qualitat de l'experiència d'Android en Ice Cream Sandwich, i va elogiar la sensació moderna de la seva nova interfície en comparació amb Android 2.3, juntament amb algunes de les noves funcions proporcionades per les aplicacions instal·lades de Google i el propi sistema operatiu. En conclusió, Engadget sentia que Android 4.0 era "un bonic sistema operatiu que ofereix un gran rendiment i, en la seva major part, no se sent un esforç a mig fer." Malgrat això, Engadget encara sentia que algunes noves característiques d'Android 4.0 (com el Desbloqueig facial) feia sentir que estava en "beta" a ells, va assenyalar la manca de integració amb Facebook amb la nova aplicació de Contactes i que el sistema operatiu encara no era tan intuïtiu per als nous usuaris que els seus competidors.
PC Magazine influencia reconeixent des de Windows Phone 7 la nova aplicació "Contactes" i al rendiment de referència millorat al navegador web, però va considerar que Android Beam i Desbloqueig facial eren trucs i criticaven la manca de suport per a determinades aplicacions i Adobe Flash en el llançament.